# Escudo de Australia Occidental
El escudo de Australia Occidental es el escudo de armas oficial del estado australiano de Australia Occidental. Fue concedido por una Cédula Real de Su Majestad la Reina Isabel II el 17 de marzo de 1969.

## Símbolos
El cisne negro fue observado por todos los primeros exploradores marítimos europeos que navegaron a lo largo de la costa de Australia Occidental. En 1697 el explorador neerlandés Willem de Vlamingh navegó hacia allí y lo llamó "Swaanerivier" a causa de las aves. En 1826, el explorador británico Capitán James Stirling grabó haber visto unos 500 cisnes negros volando sobre el río Swan. La colonia británica en Australia Occidental se conocía popularmente como la Colonia de Swan River desde su fundación en 1829 hasta el comienzo de la era de los convictos en 1850.
El cisne negro es el ave emblemática oficial de Australia Occidental, aunque sólo fue formalmente adoptado en 1973. Asimismo, aparece en la divisa del estado como un cisne negro recortado contra un disco amarillo. La insignia se muestra en la parte derecha de la bandera del estado que fue adoptada en 1870 y revisada en 1953. En el momento de la adopción de la insignia, el Gobernador colonial, Frederick Weld, escribió que "esta colonia en su comienzo era conocida generalmente como la Colonia de Swan River, y el Cisne Negro está representado en su sello, y siempre ha sido considerado como su símbolo especial de identificación, o conocimiento." El cisne se sienta sobre una base ondulada azul y blanco para representarlo en su estado natural, nadando en un estuario o lago.
La Corona es representante de la monarquía en Australia, y el torse negro y oro soportando a la Corona muestra los colores del Estado. El torse generalmente muestra el color principal y el metal del escudo (azul y blanco), pero en este caso, los colores negro y dorado que históricamente han sido asociados con Australia Occidental desde la aprobación de la insignia colonial en la década de 1870, son mostrados.
La flor pata de canguro (Anigozanthos manglesii) es el emblema floral oficial de Australia Occidental, adoptado en 1960, y junto con el torse negro y dorado que enmarca la Corona indica el honor conferido al Estado por la concesión de Armas, y hace hincapié en la soberanía y la independencia de Australia Occidental.
El canguro rojo (Macropus rufus) es la especie más grande de canguro que habita en el interior del estado y de las regiones áridas. Su hábitat natural, combinada con la del cisne negro, cubre casi todo el estado y refleja simbólicamente la jurisdicción del escudo de armas. El canguro rojo es la especie que generalmente se muestra en la heráldica australiana, por ejemplo, los escudos de Australia y el Territorio del Norte y, el de Nueva Gales del Sur, aunque en éste se muestre un mítico canguro dorado en lugar de rojo como tenante.
La falta de cualquier diseño o emblema en los búmerans sostenidos por los canguros indica su papel en la representación de todos los pueblos aborígenes de Australia Occidental.
Aunque ningún lema fue concedido como parte del escudo de armas, emblemas heráldicos anteriores parecidos de Australia Occidental a veces utilizaron un lema de "Cygnis insignis", que significa "que se distingue de los cisnes", al ser un juego de palabras en latín sobre el emblema del cisne (cygnis en latín es cisne). 'Insignis' también puede significar notable, sobresaliente o conspicuo - todos los adjetivos apuntan a la asociación de larga data entre Australia Occidental y el emblemático cisne negro. Una revista de principios del siglo XX dedicada a la poesía westraliana llamada Cygnet se publicó entre 1913 y 1915; y el ensayista Sir Walter Murdoch escribió en 1930, citando a un poeta anónimo:

Hail to Westralia!

Hail to its bigness!

Hail to its motto

"Cygnis insignis."

En español:

¡Qué viva Westralia!

¡Qué viva su grandeza!

Qué viva su lema

"Cygnis insignis."

## Diseñador
El artista heráldico original que ideó el escudo de armas no se conoce, aunque de los elementos del diseño tienen una larga tradición de ser utilizados como símbolos del Estado, lo que indica un cierto conocimiento en el diseñador de la historia de Australia Occidental y el simbolismo.